# Рудаки (район)
Район Рудаки (тадж. Ноҳияи Рӯдакӣ) — район республиканского подчинения, административно-территориальная единица Республики Таджикистан. 

## История

### Ранняя история
С древнейших времён на земле, где ныне расположен район Рудаки, жили люди, основным занятием которых было животноводство и земледелие. В разные эпохи здешняя земля и её население входили в состав Согдианы, Бактрии, Сасанидского государства, Кушанского царства, Саманидского эмирата (IX—X века), Газневидского султаната (X—XII века), Монгольской империи, Темуридской империи, Шейбанидов и Бухарского эмирата (XVIII-начало XX века).
На территории района выявлены историко-археологические комплексы, относящиеся к IX—XII векам: Чоргультеппа и Тоджхон, включающие сёла Чоргультеппа, Оли Сомон, Оби Шифо, Куктош, Карияи Камар и Бачамазор; Гулистон — с сёлами Мавлави, Сабзикор, Тезгар, Фалакон; Рохати — с сёлами Мачитон, Нилкон, Теппаи Самарканди, Симигандж; Чортеппа — с сёлами Кампир-калъа, Шайнак, Мортеппа, Чортеппа; Эсанбой — с сёлами Намозгох, Бибихурам, Ходжа-Тутбулок, а также Калъаи-Кофарнихон.

### Советский период
В 1920—1921 годы в результате произошедших революционных событий в Средней Азии была образована Бухарская Народная Советская Республика, в состав которой вошли и земли Гиссарского бекства.
Затем в результате проведённого национально-территориального размежевания в Средней Азии, в 1924 году была образована Таджикская АССР в составе Узбекской ССР.
17 сентября 1927 года после проведения административно-территориального размежевания был образован Локай-Таджикский район в составе Хиссарского вилаята Таджикской АССР. В этом первоначальном названии административной единицы молодой республики отразились самоназвания коренных народов, живущих в пределах района — локайцев и таджиков.
7 марта 1933 года во исполнение Постановления ЦИК Таджикской ССР от 29 августа 1932 года название Локай-Таджикский район было упразднено, в новом названии использовано географическое название райцентра — топоним Кокташ, и район приобрёл название Кокташский район Сталинабадской области Таджикской ССР.
14 сентября 1955 года Кокташский район был упразднён, его территория передана в состав соседнего Сталинабадского района. 20 июня 1956 года центр Сталинабадского района был перенесён из пгт Яна-Чирчикский в пгт Кокташ (1 октября 1956 года переименован в пгт имени Сардоров Карахана).
Указом Президиума Верховного Совета Таджикской ССР от 1 ноября 1960 года Сталинабадский район передан в административно-хозяйственное подчинение Сталинабадскому городскому Совету депутатов трудящихся и переименован в Ленинский район города Сталинабада (с 1961 года — города Душанбе).
4 мая 1961 года Ленинский район передан из административного подчинения Сталинабадского горсовета в непосредственное подчинение республиканским органам.
4 января 1963 года Ленинский сельский район с административным центром в посёлке имени К.Сардорова  передан в республиканское подчинение. В 1970 году  посёлок имени К.Сардорова переименован в посёлок Ленинский.
5 января 1965 года в Ленинском районе образованы кишлачные советы Лахур, Султанабад, 40-летия Таджикской ССР, Куштеппа и Испечак.

### Новейшая история
9 сентября 1991 года после получения независимости Таджикистана Ленинский район сохранил свой статус района республиканского подчинения в составе Республики Таджикистан.
21 ноября 2003 года Постановлением Высшего собрания Таджикистана № 462 Ленинский район был переименован в честь великого таджикского поэта Абу Абдуллаха Рудаки в район Рудаки.
В 2020 году 76,6 км² территории района была передана в состав столицы — Душанбе.

## География
Район Рудаки находится в Гиссарской долине Таджикистана. На севере и северо-востоке граничит с 4 районами (Варзобским, Гиссарским, Шахринавским и Вахдатским). На западе — с Сурхандаринской областью Узбекистана, на юге и востоке — с 4 районами (Кубодиёнским, Дусти, Хуросонским и Яванским) Хатлонской области Таджикистана.
Административным центром района Рудаки является пгт. Сомониён, расположенный в 17 км южнее (ЖД-вокзала) столицы Таджикистана — города Душанбе, у северного подножья горного массива Рангон, в 3 км от протекающей по Гиссарской долине реки Кафирниган, правого притока реки Амударьи.

## Население
Численность населения района по оценке на 1 января 2017 года составляет 472 219 человек, в том числе городское, проживающее в трёх посёлках городского типа: Сомониён (22,6 тыс.), Мирзо Турсунзаде (18,8 тыс.), Навабадский (9,5 тыс.) — всего 51 928 человек, что составляет 11 % от общего числа жителей.
Население района Рудаки на 1 января 2021 года должно было составить — 602 740 человек (95 872 домохозяйства). Однако 76 59 га земли территории района, на которой проживало 218 260 чел. (35 767 домохозяйств) были переданы в состав города Душанбе. 
| Численность населения | Численность населения | Численность населения | Численность населения | Численность населения | Численность населения | Численность населения |
| 1939                  | 2003                  | 2004                  | 2005                  | 2006                  | 2007                  | 2008                  |
| --------------------- | --------------------- | --------------------- | --------------------- | --------------------- | --------------------- | --------------------- |
| 69 809                | ↗292 600              | ↗300 700              | ↗309 300              | ↗319 400              | ↗328 700              | ↗337 500              |
| 2009                  | 2019                  | 2020                  | 2021                  | 2022                  |                       |                       |
| ↗347 100              | ↗504 300              | ↗518 200              | ↘377 800              | ↗387200               |                       |                       |

## Административное деление
В состав района Рудаки входят 3 посёлка городского типа — Сомониён, Навабадский и Мирзо Турсунзаде, а также 13 сельских общин (тадж. ҷамоат):
| Сельская община       | Население (2015) |
| --------------------- | ---------------- |
| Мирзо Турсунзаде, пгт | 17,900           |
| Навабадский, пгт      | 9,100            |
| Сомониён, пгт         | 22,600           |
| Гулистон              | 41,130           |
| Зайнабобод            | 36,844           |
| Киблаи                | 13,860           |
| Лохур                 | 20,047           |
| Россия                | 31,030           |
| Рохати                | 32,152           |
| Сарикишти             | 38,474           |
| Султонобод            | 16,066           |
| Чимтеппа              | 45,221           |
| Чоргултеппа           | 37,551           |
| Чортеппа              | 32,076           |
| Чоряккорон            | 14,496           |
| Эсанбой               | 20,072           |

## Органы власти
Главой администрации района — хукумата — является Председатель, который назначается Президентом Республики Таджикистан. Законодательным органом района является Маджлис народных депутатов, который избирается всенародно на срок 5 лет.

## Промышленность и сельское хозяйство
В настоящее время в районе функционируют 122 промышленных предприятия, 56 строительных организаций, 3 транспортных, 2 геологоразведочных, 10 предприятий коммунального и бытового назначения, 8 рынков, 3 торговых центра.
Население района осуществляет частную предпринимательскую деятельность, напрямую связанную с сельским хозяйством. Согласно статистическим данным на январь 2017 в районе имеется более 4650 фермерско-дехканских хозяйств.

## Известные люди района
- Абдурахимова, Кумрихон (ок.1920−..?) — ударница социалистического труда, колхозница — рекордсменка ручного сбора хлопка колхоза им. Кагановича Кокташского района Сталинабадской области Таджикской ССР, Герой социалистического труда, кавалер ордена Ленина (1948)[22],[23][24].
- Джабаров, Рахманкул (1902−..?) — председатель колхоза им. Кагановича Кокташского района Сталинабадской области Таджикской ССР (с 1930 по 1950 гг.); Герой социалистического труда (1947), кавалер трёх орденов Ленина (1944, 1947, 1948), ордена Отечественной войны (1946)[24][25].
- Зиновьев, Семён Алексеевич (1907−..?) —  в период 1937 - 1941 гг. – первый секретарь Кокташского райкома Коммунистической партии Таджикской ССР.
- Курбанова, Зайнаб-биби (1887−1928) — первая женщина-таджичка советский руководитель — председатель Исполнительного комитета Совета депутатов трудящихся Локайского района Таджикской АССР[26][27].
- Курбонов, Кароматулло (1961−1992) — популярный таджикский певец, музыкант и композитор, автор и исполнитель народных песен в эстрадной обработке — солист Таджикского Государственного вокально-инструментального ансамбля «Гульшан»[28]. В память о народном певце — кумире и земляке — жителе района, в райцентре — пгт Сомониён, установлен памятник[29].
- Расулова, Джахон (1917−ок.1987) — колхозница-рекордсменка ручного сбора хлопка, звеньевая колхоза «Кзыл Юлдуз» Кокташского района Таджикской ССР, Герой социалистического труда СССР, кавалер двух орденов Ленина (1947, 1948), орденов Трудового Красного Знамени (1946, 1957)[30].
- Рахимов, Абдурахим Хамроевич (05.01.1952−08.09.2001) — министр культуры Республики Таджикистан с январь 2001 до 08.09.2011 г.
- Рахимов, Мирзомурод (1960−1980) — воин-интернационалист, уроженец к. Чортеппа Ленинского района; 3 августа 1980 — героически погиб в бою, самоотверженно вызвав огонь на себя, спасая боевых товарищей. За воинский подвиг награждён орденом Красной Звезды (посмертно)[31].
- Сардаров, Карахан (1905−1952) — командир кокташского дехканского отряда краснопалочников, активист установления советской власти в Локайском районе; кавалер ордена Трудового Красного Знамени Таджикской ССР (1930), двух орденов Красного Знамени РСФСР (1926, 1932)[32][33].
- Сулейманова, Халимахон (1907−…?) — рекордсменка ручного сбора хлопка колхоза им. Кагановича Кокташского района Таджикской ССР, дважды Герой социалистического труда, и золотых медалей «Серп и молот» (1947, 1948), кавалер ордена Ленина и двух - Трудового Красного Знамени (1944, 1946)[23][34].
- Султанов, Мукум (1894−1975) — командир дехканского отряда краснопалочников пос. Шуриянбаш, председатель колхоза «Кзыл Юлдуз» Локайского района; участник поимки предводителя басмачества — Ибрагим-бека (23.06.1931)[35]. Кавалер ордена Ленина, двух орденов Красного Знамени[36].
- Сахибназаров, Юлдаш (1902−1979) — командир дехканского отряда краснопалочников, активист установления советской власти в Локайском районе, герой борьбы с басмачеством в Таджикистане в 1920—1930-е годы и государственный деятель. Кавалер ордена Ленина[37].
- Ташев, Кувандык (1882−1938) — командир добровольческого дехканского отряда краснопалочников, активист установления советской власти в Локайском районе, герой борьбы с басмачеством в Таджикистане в 1920—1930-е годы; увековечен в памятнике — установленном на Мемориале в пгт Сомониен.
- Чекабаев, Ибрагим-бек (1889−1931) — сын токсабо[38] Чекабая, старейшины (аксакала) локайской общины из кишлака Кокташ. В период с 1921 по 1931 годы полевой командир, возглавлявший басмаческое движение в южных регионах Таджикистана и Узбекистана[39][40].
- Котов, Сергей Дмитриевич (1911−1981) — учитель истории школы № 1 им. А. С. Пушкина Ленинского района, участник Великой Отечественной войны; узник концлагеря Бухенвальд (Германия), один из организаторов антинацистского сопротивления  в этом концлагере (1943—1945); кавалер ордена Красной Звезды.

## Памятники
- Рудаки, Абу Абдуллаху — основоположнику персидской и таджикской классической литературы, установлен в 2003 году на центральной площади райцентра — пгт Сомониён; в честь Рудаки дано новое наименование — административной единице республиканского подчинения — район Рудаки.
- Ульянову-Ленину, Владимиру Ильичу — основателю первого в мире социалистического государства — Союза Советских Социалистических Республик; до 2003 года стоял на центральной площади райцентра, ныне не сохранился. Другой памятник В. И. Ленину, ранее стоявший у фасада школы уч. «Партизани Сурх» колхоза «Москва», ныне стоит на территории Мемориального комплекса Воинской и Трудовой Славы района Рудаки.
- Воину-таджикистанцу — символическая скульптура советского солдата-таджикистанца — освободителя народов СССР и Европы от немецко-фашистского, человеко-ненавистнического, гитлеровского режима Германии в период Второй мировой войны; установлен в 1975 году — в ознаменование 30-летия Великой Отечественной войны 1941—1945 годов, в центре Мемориального комплекса Воинской и Трудовой Славы района Рудаки.
- Кароматулло Курбонову (1961−1992) — популярному таджикскому певцу и композитору, автору и исполнителю народных песен в эстрадной обработке — солисту Таджикского Государственного вокально-инструментального ансамбля «Гульшан»[28], памятник Кароматулло Курбонову установлен в центре — пгт Сомониён[29].
- Плавельскому, Михаилу Абрамовичу (1908−1931) — военному лётчику Отдельного Сталинабадского авиационного отряда имени Я. М. Свердлова, захваченному в плен при выполнении боевого задания, и 11 апреля 1931 года погибшему от рук басмачей на перевале «Ходжи-Бебок» — названному впоследствии «Гардани кушти» (русск.: «отрезанная шея»). Памятник-монумент лётчику М. А. Плавельскому установлен у развилки автотрассы, ведущей из Душанбе в Бохтар[41][42].